# تیم ملی بسکتبال بوسنی و هرزگوین
تیم ملی بسکتبال بوسنی و هرزگوین ، نماینده بوسنی و هرزگوین در مسابقات بین‌المللی بسکتبال است.

## تاریخچه
تا سال ۱۹۹۲، بوسنی بخشی از یوگسلاوی بود ، به این معنی بازیکنانی که در بوسنی و هرزگوین به دنیا آمدند برای تیم ملی یوگسلاوی بازی می کردند . بین سالهای ۱۹۹۲تا ۱۹۴۷، بازیکنان متولد بوسنیایی موفق شدند حداقل ۱۲ مرتبه یوگسلاوی را در بزرگترین رقابت ها ( المپیک ، جام جهانی و قهرمانی اروپا) همراهی کنند.